# Otto Wendt (Rechtswissenschaftler)
Otto Heinrich Gustav Wendt, ab 1903 von Wendt, (* 27. März 1846 in Rostock; † 30. August 1911 in Tübingen) war ein deutscher Rechtswissenschaftler. 

## Leben
Otto (von) Wendt war der Sohn des Rostocker Gymnasiallehrers Heinrich Wendt (* 16. November 1808 in Rostock; † 25. August 1868 in Rostock-Warnemünde). Er hatte die Schule und die Große Stadtschule in Rostock besucht, dort zu Ostern 1864 das Abitur bestanden und am 15. April 1864 an der Universität Rostock ein Studium der Rechtswissenschaften in Angriff genommen. Dieses setzte er im Wintersemester 1865/66 an der Universität München und im Sommersemester 1866 an der Universität Leipzig fort. Zurückgekehrt in seine mecklenburgische Heimat, absolvierte er 1867 einen Einjährigen-Militärdienst. Anschließend bereitete er sich auf seine Promotion vor, welche am 24. Oktober 1869 in Rostock erfolgte, und arbeitete ab 1869 in Rostock als Rechtsanwalt. Wendt wurde zum Ausbruch des Deutsch-Französischen Kriegs 1870/71 als Unteroffizier eingezogen und nach der Beendigung desselben als Leutnant entlassen. Zudem wurde er mit dem Eisernen Kreuz 2. Klasse und dem mecklenburgischen Militärverdienstkreuz 2. Klasse dekoriert.
1872 absolvierte er das Richterexamen in Rostock und wurde im selben Jahr daselbst Ratsherr. Am 31. März 1873 wurde er ordentlicher Professor des römischen Rechts an der Universität Gießen und erhielt die Aufgabe eines Oberappellationsgerichtsrats. Am 1. April 1876 wechselte er als ordentlicher Professor des römischen Rechts sowie des Zivilprozessrechts und Handelsrechts an die Universität Jena, wo er ebenfalls Oberappellationsgerichtsrat wurde, bis das Oberappellationsgericht am 30. September 1879 aufgelöst wurde. Zudem beteiligte er sich an den organisatorischen Aufgaben der Hochschule und war im Wintersemester 1880 Rektor der Salana. Für seine Verdienste in den thüringischen Gefilden erhielt er den herzoglich sachsen-ernestinischen Hausorden und wurde Komtur des Sachsen-Weimarischen Hausordens vom weißen Falken.
Ein abermaliger Wechsel am 1. April 1893 führte ihn als Professor für römisches Recht und Zivilprozessrecht an die Universität Tübingen. In Tübingen wurde er 1902 stellvertretender Vorsitzender der Justizprüfungskommission, wirkte 1903/04 als Rektor der Alma Mater und arbeitete ab 1904 als Vorsitzender der literarischen Sachverständigenkammer für Württemberg, Baden und Hessen. Zudem vertrat er ab 1908 die Universität in der ersten württembergischen Kammer. Auch an Ehrungen hat es nicht in Tübingen gefehlt. Er erhielt 1903 das Ehrenkreuz des Württembergischen Kronordens, verbunden mit dem persönlichen Adelstitel (Nobilitierung) im selben Jahr und 1910 das Komturkreuz des Friedrichs-Ordens. Der Rechtsdogmatiker Wendt verfasste einige Aufsätze in Rudolf von Jherings Jahrbüchern für die Dogmatik des bürgerlichen Rechts und war seit seiner Tübinger Zeit Herausgeber des Archivs für civilistische Praxis. Er verstarb an einem Magenleiden.

## Familie
Wendt verheiratete sich am 17. April 1874 in Rostock mit Klara Pries (* 8. Mai 1850 in Rostock; † 29. Oktober 1908 in Tübingen), der Tochter des Landsyndikus in Rostock Dr. Joachim Heinrich Priest (* 1819 in Rostock; † 1893 ebd.) und dessen Frau Helene Eggers (* 1824 in Rostock; † 1898 ebd.). Aus der Ehe sind Kinder hervorgegangen. Von diesen kennt man:
- Hedwig Wendt (* 21. April 1875 in Gießen) verh. mit Hans Lux (* 31. Januar 1874 in Ostrowo/Posen)
- Joachim Heinrich Wendt (* 17. September 1880 in Jena; † 1885 ebd.)
- Hans Wendt (* 27. Juli 1876 in Jena) wurde Kapitän, verh. mit Lotte Credner (* 14. August 1886 in Greifswald), der Tochter des Professors in Greifswald und geheimen Regierungsrats (Georg) Rudolf Credner und der Helene Ziervogel.
- Susanne von Wendt (* 1882 in Jena; † 1883 ebd.)
- Klara Helene (Leni) Wendt (* 10. Juli 1884 in Jena; † 17. Juli 1972 in Lärz) verh. am 17. Juni 1907 in Tübingen mit dem Professor der Medizin in Rostock Hans (Heinrich) Curschmann (* 14. August 1875 in Berlin; † 1. März 1950 in Rostock)
- Georg Wendt (* 15. Mai 1886 in Jena)

## Werke (Auswahl)
- Die Lehre vom bedingten Rechtsgeschäft. Erlangen 1872 (Digitalisat).
- Das bedingte Forderungsrecht. Rostock 1873.
- Reurecht und Gebundenheit bei Rechtsgeschäften. 2 Bände. Erlangen 1878–1879.
- Das Faustrecht oder Besitzvertheidigung und Besitzverfolgung. Jena 1883.
- Lehrbuch der Pandekten. Jena 1888.
- Das allgemeine Anweisungsrecht. Jena 1895.
- Unterlassung und Versäumnisse im bürgerlichen Recht. Tübingen 1901.
- Ueber die Sprache der Gesetze. Rede, gehalten am 25. Februar im Festsaal der Universität Tübingen. Tübingen 1904.
- Die exeptio doli generalis im heutigen Recht oder Treu und Glauben im Recht der Schuldverhältnisse. Tübingen 1906 (Einzelabdruck aus dem Archiv für civilistische Praxis. Bd. 100, 1906).
- Besitz und Besitzwille. Gießen 1907.